# Alanna Kennedy
Alanna Stephanie Kennedy (* 21. Januar 1995 in Campbelltown, New South Wales) ist eine australische Fußballspielerin, die seit 2012 in der australischen Nationalmannschaft spielt. Seit 2016 spielt sie im australischen Winter für Vereine in der National Women’s Soccer League. In Australien gewann sie 2013 und 2019 mit dem Sydney FC und 2018 mit dem Melbourne City FC die australische Meisterschaft.

## Karriere

### Verein
Die 1,76 m große Defensivspielerin, die in einem Vorort von Sydney geboren wurde, begann 2011 beim Sydney FC in der W-League und kam in ihrer ersten Saison als 15-Jährige auf drei Einsätze. Am Ende der Saison stand Sydney auf Platz 1 der Tabelle und erreichte das Grand Final gegen Dauerrivale Brisbane Roar. Im Finale, das mit 1:2 verloren wurde, saß sie aber nur auf der Bank. Danach wechselte sie zu den Newcastle United Jets und kam schon auf neun Einsätze. Die Jets belegten am Ende der Saison aber nur den fünften Platz und verpassten damit die Playoffs. Kennedy kehrte danach nach Sydney zurück und erreichte mit ihrem neuen alten Verein das Grand Final, diesmal gegen Melbourne Victory und konnte gewinnen. Erneut wechselte sie den Verein, diesmal zum Stadtrivalen Western Sydney Wanderers, mit dem sie aber nur den siebten Platz in der Punktspielrunde erreichte. Nach vier Spielzeiten an der Ostküste wechselte sie nun an die Westküste zu Perth Glory. Auch mit Perth erreichte sie das Grand Final, verlor dies aber gegen den Hauptstadtclub Canberra United FC.
Nach einer weiteren Saison beim Sydney FC verließ Kennedy erstmals in ihrer Karriere Australien und wechselte zur Saison 2016 zu den Western New York Flash. Mit diesen gewann sie erstmals in der Teamgeschichte die Meisterschaft in der NWSL. Nach dem Ende der NWSL-Saison kehrte sie wieder nach Australien zurück, zunächst wieder zum Sydney FC. Zur Saison 2017 wechselte sie zu Orlando Pride, von denen sie zur Saison 2017/18 zum Melbourne City FC und anschließend erneut zum Sydney FC verliehen wurde. Mit beiden Vereinen konnte sie die Meisterschaft gewinnen.
Im August 2020 wechselte sie zunächst auf Leihbasis zu Tottenham Hotspur, womit sie erstmals bei einem europäischen Verein spielte. Nach einem Jahr bei den Spurs, die sie im Januar 2021 fest verpflichteten, erhielt sie im August 2021 einen Zweijahresvertrag bei Manchester City. Eine Motivation für den Wechsel zu ManCity waren die Qualifikations-Spiele in der UEFA Women’s Champions League 2021/22 gegen Real Madrid, in denen sie aber nicht eingesetzt wurde und ManCity nach einem 1:1 in Madrid und einer 0:1-Heimniederlage die erstmals eingeführte Gruppenphase verpasste. Die Gruppenphase der UEFA Women’s Champions League 2022/23 verpasste ManCity erneut durch eine 0:1-Niederlage gegen Real, wobei sie auch nicht eingesetzt werden konnte.
Im Januar 2025 erhielt sie einen Einjahresvertrag beim Angel City FC.

### Nationalmannschaft
Kennedy trug mit 13 Jahren 2008 erstmals das Trikot der Young Matildas. Die australischen Juniorinnen konnten sich aber in dieser Zeit für kein FIFA-Turnier qualifizieren. Am 24. Juni 2012 gab sie dann ihr Länderspieldebüt für die A-Nationalmannschaft in einem Freundschaftsspiel gegen Neuseeland.
Bis zur Fußball-Asienmeisterschaft der Frauen 2014, für die sie dann auch nominiert wurde, kam sie zu 11 weiteren Länderspielen. Bei der Meisterschaft wurde sie in zwei Gruppenspielen und dem Finale gegen Japan eingesetzt, in dem Australien den Titel nicht verteidigen konnte. Mit dem Einzug ins Halbfinale hatte sich Australien aber bereits für die WM 2015 in Kanada qualifiziert.
Im März 2015 nahm sie mit Australien am Zypern-Cup 2015 teil, wo sie beim 1:0 gegen die Niederlande, beim 0:3 gegen England und dem 6:2 im Spiel um Platz 5 gegen Tschechien in der Startelf stand. Am 12. Mai 2015 wurde sie für den australischen WM-Kader 2015 nominiert.
Beim Qualifikationsturnier für die Olympischen Spiele 2016 erzielte sie am 2. März 2016 beim 9:0 gegen Vietnam ihr erstes Länderspieltor.
Bei der Fußball-Asienmeisterschaft der Frauen 2018 wurde sie in allen Spielen eingesetzt. Sie stand dabei viermal in der Startelf und wurde beim Spiel gegen Südkorea eingewechselt. Durch einen Sieg gegen Vietnam hatten die Australierinnen das Halbfinale erreicht und sich damit für die WM 2019 qualifiziert. Im Halbfinale gegen Thailand erzielte sie in der ersten Minute der Nachspielzeit das Tor zum 2:2-Endstand, das die anschließende torlose Verlängerung und das nachfolgende gewonnene Elfmeterschießen ermöglichte. Das Finale gegen Japan wurde wie vier Jahre zuvor verloren. Für die WM wurde sie am 14. Mai 2019 nominiert. Sie kam im ersten Spiel gegen Italien zum Einsatz, das durch ein Tor in der fünften Minute der Nachspielzeit mit 1:2 verloren wurde. Durch Siege gegen Brasilien und Jamaika erreichten sie aber als Gruppenzweite das Achtelfinale. Hier trafen sie auf Ex-Weltmeister Norwegen. Da es nach 90 Minuten 1:1 stand, kam es zur Verlängerung. In dieser erhielt sie in der 104. Minute nach einer Notbremse die Rote Karte. Da in der Verlängerung keine Tore fielen, kam es zum Elfmeterschießen, das die Australierinnen mit 1:4 verloren.
Im Januar 2020 wurde sie für das Olympia-Qualifikationsturnier im Februar nominiert. Hier konnte sie aufgrund der Roten Karte im ersten Spiel nicht eingesetzt werden. In den anderen vier Spielen verpasste sie keine Minute und qualifizierte sich mit ihrer Mannschaft für die wegen der COVID-19-Pandemie um ein Jahr verschobenen Spiele. Bei den Spielen wurde sie in allen sechs Spielen ihrer Mannschaft eingesetzt und erzielte beim 4:3-Sieg nach Verlängerung im Viertelfinale gegen Großbritannien das erste Tor. Am Ende wurden die Australierinnen Vierte, ihre bisher beste Platzierung bei einem großen interkontinentalen Turnier.
Am 23. Oktober 2021 bestritt sie im mit 3:1 gewonnenen Freundschaftsspiel gegen Brasilien ihr 100. Länderspiel.
Im Januar 2022 wurde sie für die Asienmeisterschaft in Indien nominiert. Sie kam in den ersten beiden Gruppenspielen und im Viertelfinale zum Einsatz, in dem sie mit ihrer Mannschaft gegen Südkorea ausschied.
Am 3. Juli 2023 wurde sie für die WM-Endrunde in ihrer Heimat nominiert, kam in den ersten fünf Spielen ihres Teams zum Einsatz, konnte dann krankheitsbedingt aber nicht mehr eingesetzt werden und wurde nach einer 0:2-Niederlage ihrer Mannschaft gegen die Schwedinnen im Spiel um Platz 3 Vierte. Sie erzielte im zweiten Gruppenspiel das Tor zum 2:3-Endstand gegen Nigeria in der zehnten Minute der Nachspielzeit.
Bei den Olympischen Spielen 2024 schied sie mit ihrer Mannschaft nach Niederlagen gegen Deutschland und die USA sowie einem 6:5-Sieg gegen Sambia nach 2:5-Rückstand, nach der Vorrunde aus. Dabei erzielte sie gegen Sambia das erste Tor und gegen die USA in der Nachspielzeit das Tor zum 1:2-Endstand.

## Erfolge
- 2013 und 2019: Gewinn der australischen Meisterschaft (Sydney FC)
- 2018: Gewinn der australischen Meisterschaft (Melbourne City FC)
- 2016: Gewinn der NWSL-Meisterschaft (Western New York Flash)
- 2017: Gewinn des Tournament of Nations
- 2019: Gewinn des Cup of Nations
- 2022: Gewinn des FA Women’s League Cup (Manchester City)